# Селье
Селье (норв. Selje) — посёлок и административный центр коммуны Селье в губернии (фюльке) Согн-ог-Фьюране в Норвегии.
Посёлок расположен в 17 км на северо-восток от города Молёй и в 65 км на юго-запад от города Олесунна. В непосредственной близости от посёлка расположен небольшой остров Селья.
Площадь, занимаемая посёлком, составляет 0,65 км². Число жителей — 651 человек (2013). Плотность населения — 1,002 человека на км².
Из достопримечательностей — церковь Селье и руины католического монастыря на месте мученической кончины святой Суннивы.
В 2010 году в посёлке была предпринята попытка основания православного монастырского братства в честь святой Суннивы.